# Алінгсос
Алінгсос (швед. Alingsås) — місто в Швеції,адміністративний центр однойменної комуни в лені Вестра-Йоталанд.

## Історія

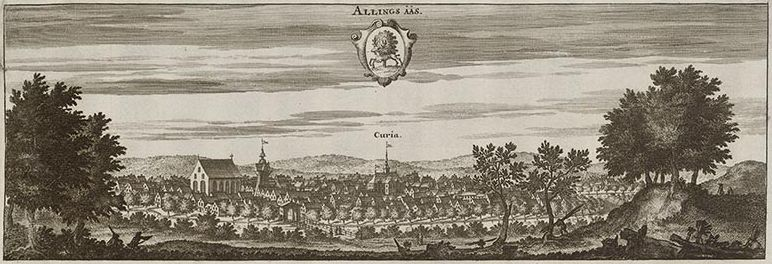
Панорама Алінгсоса (1700)

Місто було засноване після завершення Кальмарської війни і отримало міські привілеї в 1619 році. З 20-х років XVIII століття Алінгсос став відомий своєю великою мануфактурою з виробництва текстилю, заснованої шведським промисловцем Юнасом Альстремером. В економіці міста раніше домінували текстильна, швейна і частково машинобудівна промисловості, однак зараз економіка Алінгсоса диверсифікувала і значну роль в ній став також грати сектор сфери послуг і торгівлі. 
У місті видається ліберальна газета «Алінгсос Тіднінг» (Alingsås Tidning), заснована ще в 1865 році як «Алінгсос Векублад» (Alingsås Weckoblad). Її тираж становить близько 13 тисяч примірників.

## Герб міста
Герб Алінгсоса відомий з міських печаток XVII ст. На ньому був зображений олень і молодий дубок. Цей фіксується у привілеї 1639 року. Сучасне колористичне рішення герба затверджено 1953 року. 
Після адміністративно-територіальної реформи, проведеної у Швеції на початку 1970-х років, муніципальні герби стали використовуватися лишень комунами. Тому з 1974 року цей герб представляє комуну Алінгсос, а не місто.

## Населення
Населення становить 24 482 особи (2012). 

## Спорт
У поселенні базується гандбольний клуб Алінгсос ГК, хокейний «Алінгсос-Хокей» та футбольні клуби «Гольмалундс» ІФ, АІФ Алінгсос і «Гердскенс» ІФ.

## Видатні особистості
У Алінгсосі народився автогонщик Формули-1 Конні Андерссон.

## Галерея

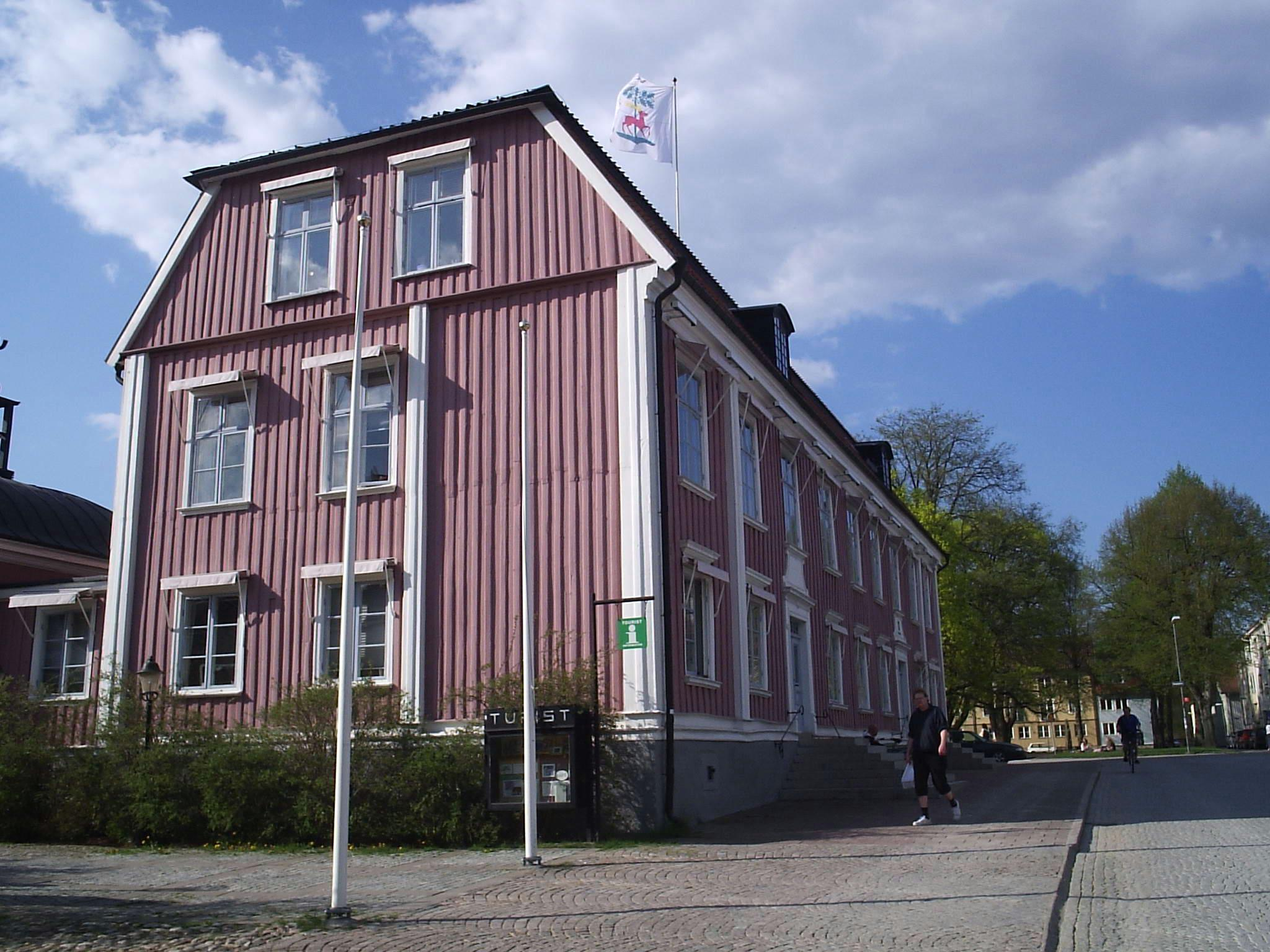
Ратуша Алінгсоса
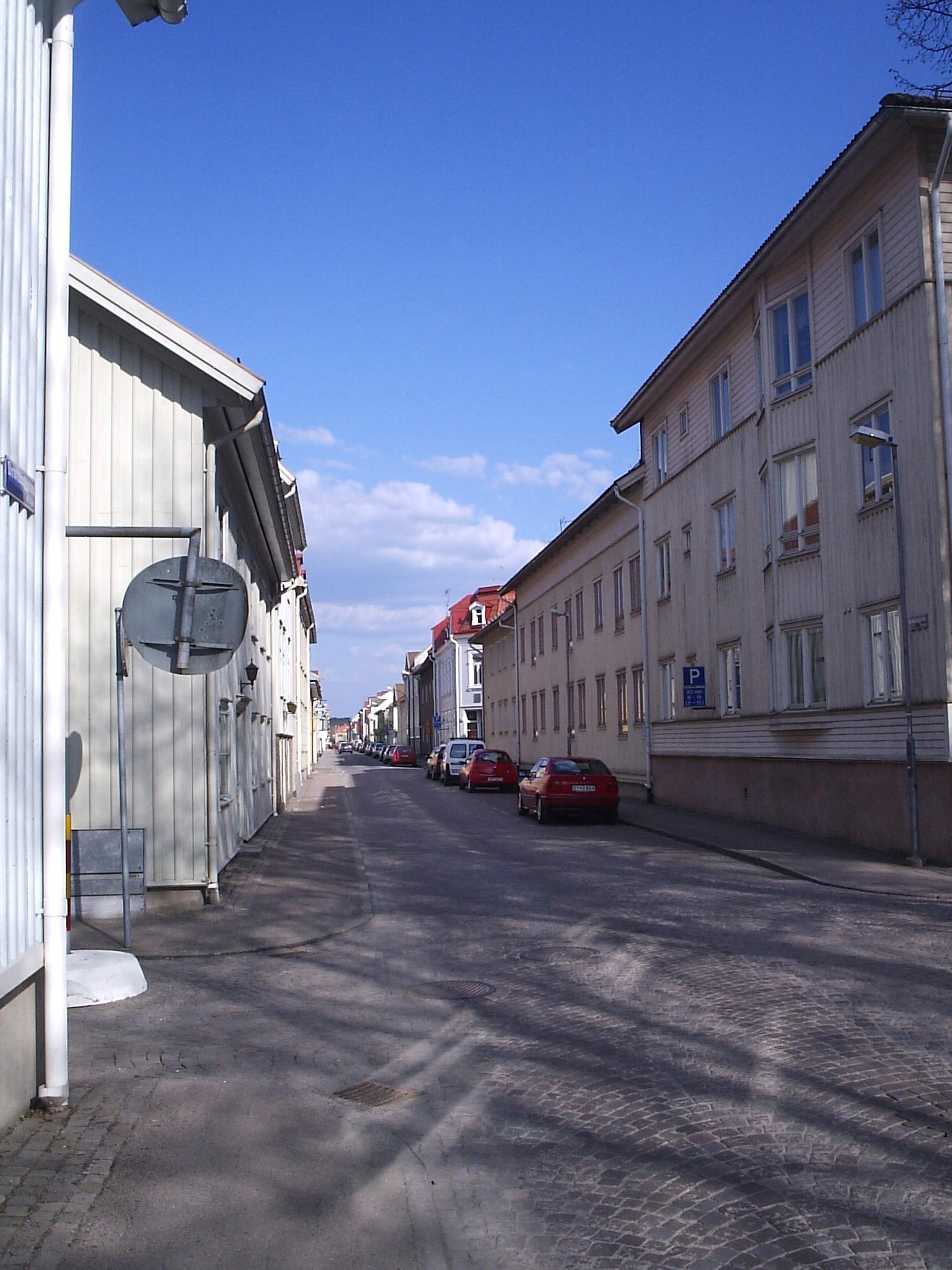
Вулиця Дроттнінггатан
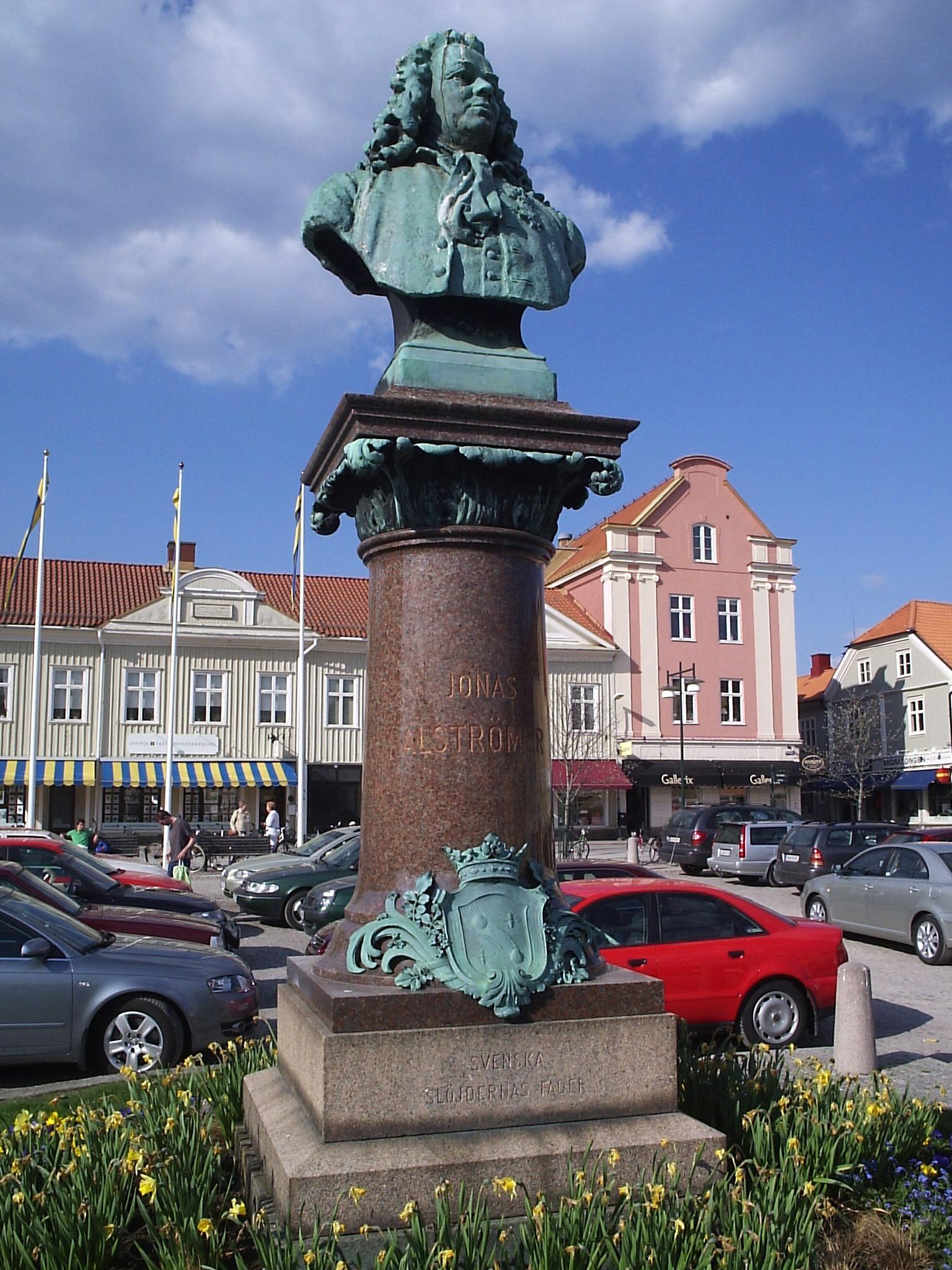
Пам'ятник Юнаса Альстремера
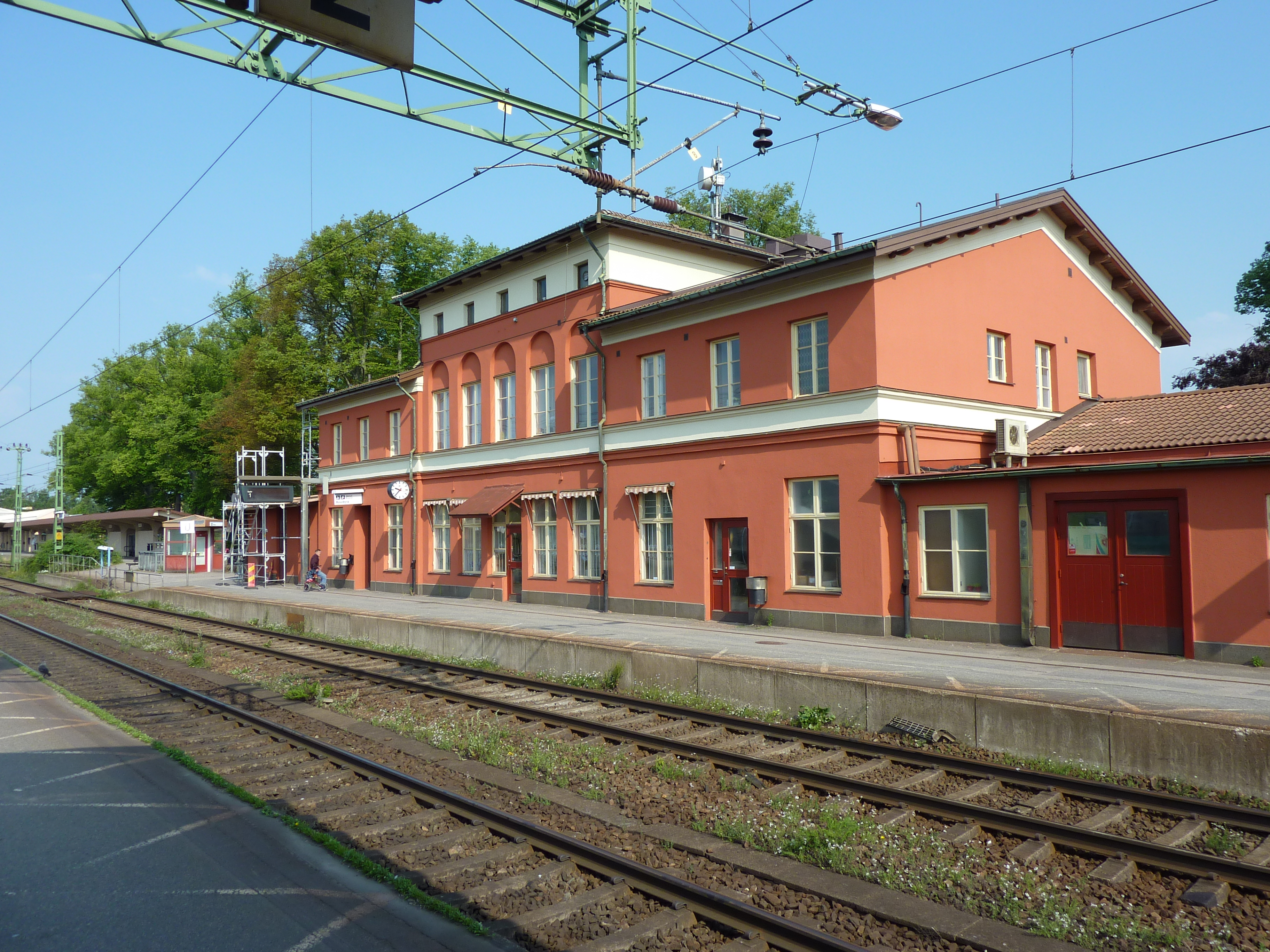
Залізничний вокзал